# Esquivias
Esquivias és un municipi de la província de Toledo, a la comunitat autònoma de Castella - la Manxa. Limita amb Torrejón de Velasco i Valdemoro, a la Comunitat de Madrid, al nord, i a la província de Toledo amb Yeles a l'oest, Seseña a l'est, Borox al sud-est, i Numancia de la Sagra al sud-oest.

## Dades històriques
En aquesta vila es va casar el 12 de desembre de 1584 l'autor del Quixot, Miguel de Cervantes-Saavedra amb Catalina de Palacios. També hi va néixer, el 1685, el missioner trinitari i viatger Francisco Ximenez de Santa Cathalina.

## Demografia
| 1996  | 1998  | 1999  | 2000  | 2001  | 2002  | 2003  | 2004  | 2005  | 2006  |
| ----- | ----- | ----- | ----- | ----- | ----- | ----- | ----- | ----- | ----- |
| 3.770 | 3.800 | 3.800 | 3.806 | 3.848 | 3.966 | 4.084 | 4.379 | 4.577 | 4.812 |

## Administració
| Període      | Nom de l'alcalde/-essa               | Partit polític | Data de possessió |
| ------------ | ------------------------------------ | -------------- | ----------------- |
| 1979 - 1983  | Millán Rojas Bargueño                | Independent    | 19/04/1979        |
| 1983 - 1987  | Ramón Sixto Regidos Bonet            | PCE            | 28/05/1983        |
| 1987 - 1991  | Antonio Pérez Arias                  | PP             | 30/06/1987        |
| 1991 - 1995  | Millán Rojas Bargueño                | PSOE           | 15/06/1991        |
| 1995 - 1999  | Antonio Pérez Arias                  | PP             | 17/06/1995        |
| 1999 - 2003  | Julio Torrejón Navarro               | PSOE           | 03/07/1999        |
| 2003 - 2007  | Julio Torrejón Navarro               | PSOE           | 14/06/2003        |
| 2007 - 2011  | Jesús Reyes Rodríguez                | IU             | 16/06/2007        |
| 2011 - 2015  | Elena Fernández de Velasco Hernández | PP             | 11/06/2011        |
| 2015 - 2019  | n/d                                  | n/d            | 13/06/2015        |
| 2019 - 2023  | n/d                                  | n/d            | 15/06/2019        |
| Des del 2023 | n/d                                  | n/d            | 17/06/2023        |